# Karel van Blois
Karel van Blois, ook bekend als Karel van Bretagne en bijgenaamd de Zalige, (Blois, circa 1319 - Auray, 29 september 1364) was van 1342 tot aan zijn dood heer van Guise, van 1337 tot aan zijn dood graaf iure uxoris van Penthièvre en van 1341 tot aan zijn dood hertog iure uxoris van Bretagne. Hij behoorde tot het huis Châtillon.

## Levensloop
Karel was een jongere zoon van graaf Gwijde I van Blois en Margaretha van Valois, dochter van graaf Karel van Valois. Langs moederszijde was hij de neef van koning Filips VI van Frankrijk. Na het overlijden van zijn vader erfde hij in 1342 de heerlijkheid Guise.
In 1337 huwde hij met Johanna van Bretagne, sinds het overlijden van haar vader Gwijde in 1331 gravin van Penthièvre. Na het huwelijk bestuurde Karel het graafschap Penthièvre in het recht van zijn echtgenote. Omdat de oom van Johanna, hertog Jan III van Bretagne, geen directe nakomelingen had, waren Johanna en Karel eveneens de hoofderfgenamen van het hertogdom Bretagne. Na het overlijden van Jan III erfde het echtpaar naast het hertogdom Bretagne eveneens het burggraafschap Limoges.
Jan van Montfort, een halfbroer van de overleden Jan III, liet echter ook zijn aanspraken op het hertogdom Bretagne gelden. Dit leidde tot de Bretonse Successieoorlog, die meer dan twintig jaar zou duren. Terwijl Karel en Johanna de steun hadden van de Franse kroon, werd Jan van Montfort gesteund door het koninkrijk Engeland. Hoewel Karel zeer vroom was, aarzelde hij na de belegering van Quimper niet om de massamoord van 2000 inwoners te bevelen. Uiteindelijk kon Karel zijn heerschappij enkel over het oosten van Bretagne vestigen, terwijl het westen in handen was van de Engelsen en de aanhangers van Jan van Montfort en diens zoon Jan IV.
In 1347 werd Karel bij de Slag bij La Roche-Derrien gevangengenomen door de Engelsen, waarna hij negen jaar lang werd opgesloten in de Tower of London. In 1356 kwam hij na het betalen van een half miljoen écu losgeld terug vrij, waarna hij zijn strijd tegen de Montforts verderzette. In 1364 sneuvelde hij bij de Slag bij Auray, wat het einde betekende van de Bretonse Successieoorlog en voor de overwinning van de Montforts zorgde.
Karel was een strenggelovig man wiens vroomheid tot zelfkastijding leidde. Naar verluidt legde hij kiezelstenen in zijn schoenen, droeg hij geknoopte touwen op zijn huid en biechtte hij elke avond om te vermijden dat hij in zonde zou gaan slapen. Hij was een ervaren legercommandant die zijn soldaten met religieuze ijver aanvoerde. Wegens zijn vroomheid wilde de Katholieke Kerk hem heilig verklaren, maar zijn rivaal Jan IV zorgde ervoor dat paus Gregorius IX dit tegenhield. Uiteindelijk werd hij in 1904 alsnog zalig verklaard. Hij wordt vereerd op 30 september.

## Nakomelingen
Karel en Johanna kregen volgende kinderen:
- Jan I (1340-1404), graaf van Penthièvre en burggraaf van Limoges
- Gwijde, stierf als gijzelaar in Engeland
- Hendrik (-1400)
- Maria (1345-1404), gravin van Guise, huwde in 1360 met hertog Lodewijk I van Anjou
- Margaretha, huwde in 1351 met Charles de La Cerda, graaf van Angoulême en connétable van Frankrijk

## Voorouders
| Voorouders van Karel van Blois (1319-1364) | Voorouders van Karel van Blois (1319-1364)                             | Voorouders van Karel van Blois (1319-1364)                             | Voorouders van Karel van Blois (1319-1364)                             | Voorouders van Karel van Blois (1319-1364)                             | Voorouders van Karel van Blois (1319-1364)                                  | Voorouders van Karel van Blois (1319-1364)                                  | Voorouders van Karel van Blois (1319-1364)                             | Voorouders van Karel van Blois (1319-1364)                             |
| ------------------------------------------ | ---------------------------------------------------------------------- | ---------------------------------------------------------------------- | ---------------------------------------------------------------------- | ---------------------------------------------------------------------- | --------------------------------------------------------------------------- | --------------------------------------------------------------------------- | ---------------------------------------------------------------------- | ---------------------------------------------------------------------- |
| Overgrootouders                            | Gwijde III van Saint-Pol (-1289) ∞ Mathilde van Brabant (1224-1288)]   | Gwijde III van Saint-Pol (-1289) ∞ Mathilde van Brabant (1224-1288)]   | Gwijde van Dampierre (1226–1305) ∞ Isabella van Luxemburg (1247-1298)  | Gwijde van Dampierre (1226–1305) ∞ Isabella van Luxemburg (1247-1298)  | Filips III van Frankrijk (1245-1285) ∞ 1262 Isabella van Aragón (1247-1271) | Filips III van Frankrijk (1245-1285) ∞ 1262 Isabella van Aragón (1247-1271) | Karel II van Napels (1254-1309) ∞ 1270 Maria van Hongarije (1257-1323) | Karel II van Napels (1254-1309) ∞ 1270 Maria van Hongarije (1257-1323) |
| Grootouders                                | Hugo II van Blois (1258-1307) ∞ 1313 Beatrix van Dampierre (1272-1304) | Hugo II van Blois (1258-1307) ∞ 1313 Beatrix van Dampierre (1272-1304) | Hugo II van Blois (1258-1307) ∞ 1313 Beatrix van Dampierre (1272-1304) | Hugo II van Blois (1258-1307) ∞ 1313 Beatrix van Dampierre (1272-1304) | Karel van Valois (1270-1325) ∞ Margaretha van Anjou (1273-1299)             | Karel van Valois (1270-1325) ∞ Margaretha van Anjou (1273-1299)             | Karel van Valois (1270-1325) ∞ Margaretha van Anjou (1273-1299)        | Karel van Valois (1270-1325) ∞ Margaretha van Anjou (1273-1299)        |
| Ouders                                     | Gwijde I van Blois (-1342) ∞ Margaretha van Valois (1315-1349)         | Gwijde I van Blois (-1342) ∞ Margaretha van Valois (1315-1349)         | Gwijde I van Blois (-1342) ∞ Margaretha van Valois (1315-1349)         | Gwijde I van Blois (-1342) ∞ Margaretha van Valois (1315-1349)         | Gwijde I van Blois (-1342) ∞ Margaretha van Valois (1315-1349)              | Gwijde I van Blois (-1342) ∞ Margaretha van Valois (1315-1349)              | Gwijde I van Blois (-1342) ∞ Margaretha van Valois (1315-1349)         | Gwijde I van Blois (-1342) ∞ Margaretha van Valois (1315-1349)         |